# 密點角魴鮄
密點角魴鮄，為輻鰭魚綱鮋形目牛尾魚亞目角魚科的其中一種，分布於西北太平洋區的日本海域，體長可達15公分，為底棲性魚類，屬肉食性。

## 擴展閱讀
維基物種上的相關：密點角魴鮄